# Stammbesatzung
Die Bezeichnung Stammbesatzung oder Stammcrew (auch kurz Stamm) wird auf Schiffen benutzt, auf denen zwar eine größere Besatzung an Bord ist, von der aber nur ein Teil – die Stammbesatzung – mit dem Schiff oder der Schiffshandhabung enger vertraut ist. Die übrige Besatzung packt auch zu, muss aber in der Regel kein oder kaum Vorwissen mitbringen und/oder wird auf dem Schiff ausgebildet. Üblich ist eine solche Unterteilung auf Segelschulschiffen oder anderen größeren Segelausbildungsschiffen, vor allem auch jenen, auf denen zahlende Gäste am Bordbetrieb teilnehmen bzw. darin ausgebildet werden. Besatzungsmitglieder, die nicht zur Stammbesatzung gehören, werden je nach Schiff und Betreiber unterschiedlich bezeichnet, z. B. als „Mitsegler“, „Trainees“, „Kadetten“ usw.
Die Bezeichnung wurde zunächst vor allem für Segelschulschiffe (insbesondere der Marine) benutzt. Mit dem Aufkommen von Organisationen, die Privatleuten das traditionelle Segeln auf Großseglern beibringen („sail training“), wurde die Bezeichnung auch auf diese Schiffe ausgeweitet. Sie wird ferner auch für Expeditionsschiffe benutzt und mittlerweile manchmal auch analog für regulär und längerfristig arbeitende Arbeitsgruppen („Besatzungen“) an Land, z. B. von Polizeistationen.

## Stammbesatzung auf Ausbildungsschiffen

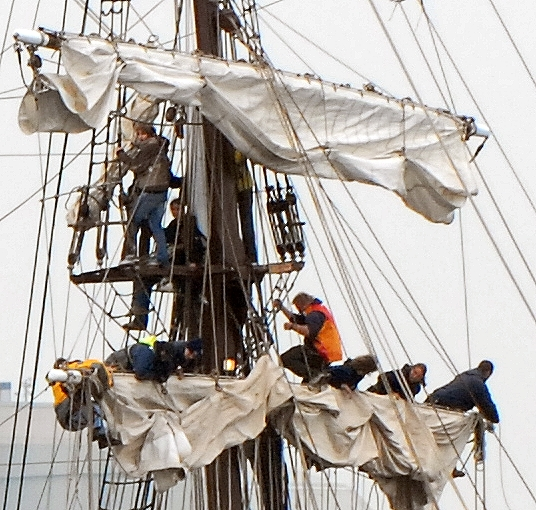
Segelbergen auf dem Rahsegler Thor Heyerdahl: Arbeitsintensiv und hoch in den Rahen nicht jedermanns Sache, so dass heute ausreichend Stammbesatzung vorgehalten wird, die die Aufgabe notfalls übernehmen kann

Die Stammbesatzung fährt je nach Betreiberform ehrenamtlich, gegen einen Unkostenbeitrag oder sogar für ein Gehalt. Die übrige Besatzung wird meist (auf Segelschulschiffen von Marine und Handelsmarine) deutlich geringer oder gar nicht bezahlt oder (auf Segelausbildungsschiffen von Vereinen o. ä.) bezahlt selbst für die Fahrt.
Die Unterteilung in Stamm- und Nicht-Stammbesatzung geht in der Regel zwar mit einer hierarchischen Gliederung einher: Die Stammbesatzung, die in der Regel mehr vom Schiff und seiner Handhabung versteht, nimmt die verantwortlichen Posten ein (z. B. Kapitän, Steuerleute, Maschinist, ggf. Wachführer, Bootsmann usw.). Die Bezeichnung „Stammbesatzung“ ist aber nicht primär hierarchisch gemeint, sondern beschreibt die unterschiedlichen Rollen an Bord, z. B. Mitglieder der Stammbesatzung als Ausbilder der Nicht-Stammbesatzung und/oder als Erfahrenere, als Repräsentanten des Schiffs usw.
Von Schiff zu Schiff bzw. Betreiber zu Betreiber bestehen große Unterschiede im Umfang der Stammbesatzung. Mehr Besatzungsmitglieder mit Vorerfahrung sind grundsätzlich notwendig für Schiffe, deren Rigg und Handhabung komplexer sind bzw. mehr Aufsicht bedürfen. Rahsegler fahren in der Regel mit deutlich stärkerer Stammbesatzung, da auf ihnen regelmäßig in die Wanten hochgeklettert werden muss; da das Klettern heutzutage in aller Regel freiwillig bleibt, wird erfahrene und schwindelfreie Besatzung mitgeführt, die z. B. auch bei stärkerem Wind und Seegang noch im Rigg arbeiten kann. Außerdem haben (größere) Rahsegler in der Regel eine größere Anzahl an Segeln pro Mast als Gaffelsegler, was ebenfalls arbeitsintensiver ist. So fahren beispielsweise auf dem Rahsegler Roald Amundsen circa 17 (von 48) Besatzungsmitgliedern als Stamm, während auf den gaffelgetakelten Schiffen von Clipper DJS, auf denen für den Schiffsbetrieb nicht in die Rahen geklettert werden muss und die pro Schiff in der Regel weniger Segel führen, etwa 6 bis 8 (von 29 bis 36) Mann als Stammbesatzung fahren.